# 大曲インターチェンジ
大曲インターチェンジ（おおまがりインターチェンジ）は、秋田県大仙市内小友にある秋田自動車道のインターチェンジ。大曲西道路（自動車専用道路）と接続しており、同道路とのジャンクションの機能も兼ねる。

## 概要
秋田自動車道にはトランペット型で接続する。なお、接続する大曲西道路の伊岡インターチェンジは、当ICと一体化したハーフインターチェンジの構造になっており、一般道と伊岡ICは両方向とも流出入できない構造になっている。
毎年8月最終土曜日の夜に開催されている全国花火競技大会開催時は非常に混雑する。

## 接続道路
- E46 秋田自動車道（4番）
- 国道105号（現道）
- 国道105号大曲西道路（この道路からは秋田道との接続のみ）

## 料金所
- ブース数：4

### 入口
- ブース数：2
  - ETC専用：1
  - 一般：1

### 出口
- ブース数：2
  - ETC専用：1
  - 一般：1

## 周辺
- 秋田県立農業科学館
- 奥羽本線大曲駅

## 隣
E46 秋田自動車道
(3)横手IC - (3-1)横手北SIC - 大森PA - (4)大曲IC - (4-1)西仙北SA/スマートIC
国道105号大曲西道路
(4)大曲IC/伊岡IC - （山根IC） - 飯田IC